# Protomedeia fasciatoides
Protomedeia fasciatoides är en kräftdjursart som beskrevs av Bulycheva 1952. Protomedeia fasciatoides ingår i släktet Protomedeia och familjen Isaeidae. Inga underarter finns listade i Catalogue of Life.